# SZU–76
Az SZU-76 (Szamohodnaja Usztanovka 76) a Szovjetunió önjáró lövege volt, amelyet a második világháború alatt és után használtak. Az SZU-76 a T–70 könnyűharckocsi alvázának kibővített változatán alapult. Egyszerű felépítése tette a második világháború második legnagyobb példányszámban gyártott szovjet páncélozott harcjárművévé a T–34-es közepesharckocsi után.
A személyzet kedvelte egyszerűsége, megbízhatósága és könnyű használata miatt. A kormányzást azonban néha nehéznek ítélték, és a páncélvédettség hiánya miatt a legénység a járművet különböző gúnynevekkel is illette.

## Története
Az SZU–76 tervezése 1942 novemberében kezdődött, amikor az Állami Védelmi Bizottság elrendelte a ZiSZ–3 76,2 mm-es páncéltörő löveggel és a 122 mm-es 1938 mintájú tarack (M–30) felhasználásával önjáró fegyverek gyártását. A T–70 átalakított alvázát választották a ZiSZ-3 ágyú hordozására amelynek alvázát meghosszabbították, oldalt egy kerékkel kiegészítve, hogy a fegyvernek és a kiszolgáló személyzetnek elegendő helyett biztosítsanak. A járművet nem lehetett teljesen páncélzattal ellátni mivel túlterhelte volna az alvázat ezért a hátsó rész és a tető szabadon maradt.
Az első tömeggyártású SZU–76-okba beépített motorok megbízhatatlanok voltak ezért a jóval megbízhatóbb GAZ–202 motort választották a meghajtására „párhuzamosan”, minden motor egy oldalt hajtva. A jármű vezetőknek nehéznek bizonyult a két motor egyidejű irányítása és az erős vibrációs erők a motorok és a sebességváltó egységek korai hibáihoz vezettek. 320 SZU–76 gyártása után a problémák megoldása érdekében a tömegtermelést leállították. A GAZ gyárának két fő tervezője, N. A. Asztrov és A. A. Lipgart a T–70-esbe szerelt motorokra változtatta – a két motort párhuzamosan a jármű jobb oldalában helyezték el. A fegyverrekesz feletti páncélozott tetőt eltávolították a fegyverhez való hozzáférés és a karbantartás javítása érdekében. Ez a módosított változat 1943 elején került tömegtermelésre SZU–76M jelöléssel. A GAZ kirovi és Mityiscsiben lévő gyáraiban összesen 13 932 darabot gyártottak ebből a típusból egészen 1945 második feléig amikor abbahagyták a gyártását.

## SZU-76i
A sztálingrádi csata után SZU–76i (az „i” jel az „inosztrannaja” azaz „külföldi” kifejezés oroszul jelölte) a legyőzött német csapatoktól zsákmányolt német Panzer III és a Stug III-asok alvázainak részlegesen módosított felhasználásával újabb önjáró páncéltörő lövegeket hoztak létre. A kazamataszerű felépítménybe a bevált F–34/ZiSZ–5 fegyverek olcsóbb változatát azaz a 76,2 mm-es ZiSZ–3-as ágyút amelyek már a T–34 és a KV–1 harckocsikban is szolgáltak – szerelték fel. Ezekből mintegy 200-at gyártottak amíg végül 1944 elején felváltották őket jobb harcjárművekkel.

## SZU-76P
1941-ben a Leningrád ostroma idején építették. A torony eltávolításával T–26-os alvázon alapuló és egy 76 mm-es 1927 mintájú ezredágyú összeépítéséből. Ezt azért hozták létre mert Leningrádon belül az ostrom miatt nem volt 45 mm-es lőszer, ezért egyes T–26 tankokat 37 mm-es vagy 76 mm-es ágyúkkal felszereltek, amelyekhez elegendő lőszer állt rendelkezésre. 1944-ig szolgáltak, amikor az ostrom megtört. Eredetileg SZU–76-nak hívták őket, majd SZU–76P-nek („polkovaja” ezred-) nevezték át.

## ZSZU-37
Az SZU–76 képezte az első szovjet lánctalpas páncélozott légvédelmi jármű a ZSZU–37 alapját. A ZSZU–37 tömegtermelését az SZU–76M gyártás megszűnése után folytatták. Az összes SZU-76M-et nem sokkal a háború befejezése után kivontak a harcrendből, bár néhányat 1955-ig a T–34 legénységek kiképző járműveként használták.
1978-ban a romániai 111 intézet páncélozott lövegeket tervezett az SZU–76 alvázon alapuló, TAB–71 tornyával felszerelve.

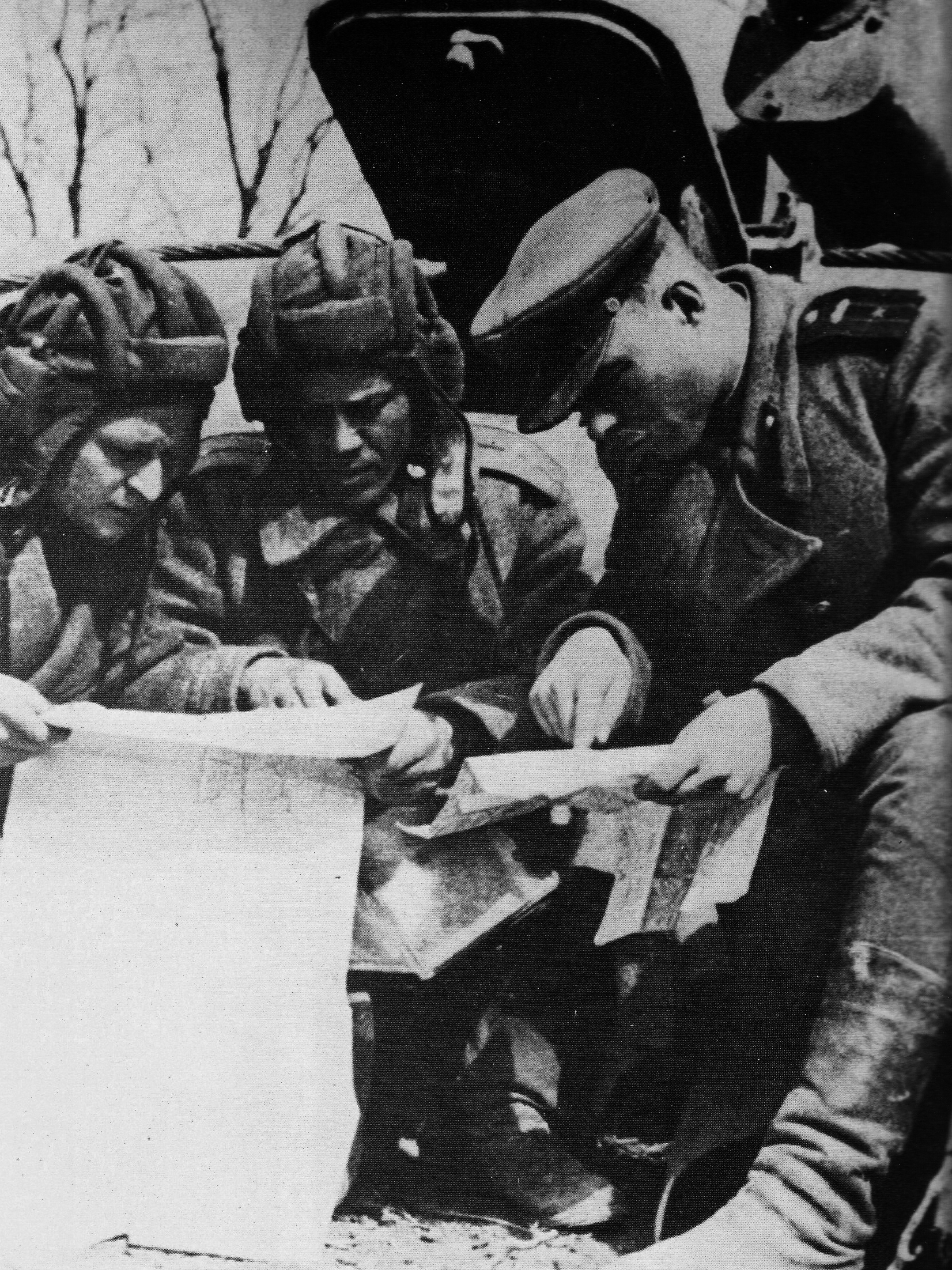
Szovjet harckocsi személyzete (budapesti csata, 1944 októbere)

## Alkalmazása
A SZU–76M három fő csatatéri szerepet töltött be: könnyű támadó fegyver, önjáró, harckocsik elleni páncélelhárító fegyver és közvetett tűz esetén használt mobil löveg. Könnyű támadó fegyverként az SZU–76M-et a szovjet gyalogosok jónak értékelték (ellentétben a saját legénységükkel), a gyalogság és az SZU-76M legénység közti szoros együttműködés és kommunikáció miatt. Ez rendkívül hasznos volt a városi harcban, ahol a gyalogság és az páncélozott járművek közötti jó csapatmunka volt a siker kulcsa. Noha a nyitott rész nagyon kiszolgáltatottá tette a személyzetet a kézi lőfegyverekre és a kézigránátokra. Viszont a nyitott tér gyakran mentette meg a legénység életét egy Panzerfaust-találat esetén, amely zárt térben történő detonáció esetén azonnali halált jelentett volna.
A SZU–76M minden közepes vagy könnyű német harckocsi ellen hatékonynak bizonyult. A Panther harckocsi oldalsó páncélzatát is átlőtte, de a ZiSZ-3 fegyver hatástalan volt a Tigris I ellen. Az SZU–76M legénységnek szóló szovjet kézikönyvek általában arra utasították a lövészt, hogy a Tigrisekkel szemben a lánctalpakra vagy az ágyú bölcsőjére célozzon. A SZU–76M páncéltörő képességeinek javítása érdekében bevezették a páncéltörő kompozit merev (APCR) és üreges töltésű lövedékeket. Ez jobb esélyt adott az erősen páncélozott német járművek ellen. Az alacsony profil, az alacsony zajkeltés és a jó mobilitás az SZU-76M további előnyei. Ez ideális volt csapdák és hirtelen oldal- vagy hátsó rajtaütések kivitelezéséhez közelharcban, ahol a ZiSZ–3 fegyver elegendő volt a legtöbb német páncélozott harci járműhöz, maximális emelkedési szöge volt a legmagasabb az összes szovjet önjáró löveg közül. A maximális közvetett tűztávolság közel 17 km volt. Ezért néha tüzérségi járművekként használták (például a német Wespéhez hasonlóan) gránáttűzhöz és a saját csapatok közvetett tűzvédelméhez.

## Galéria

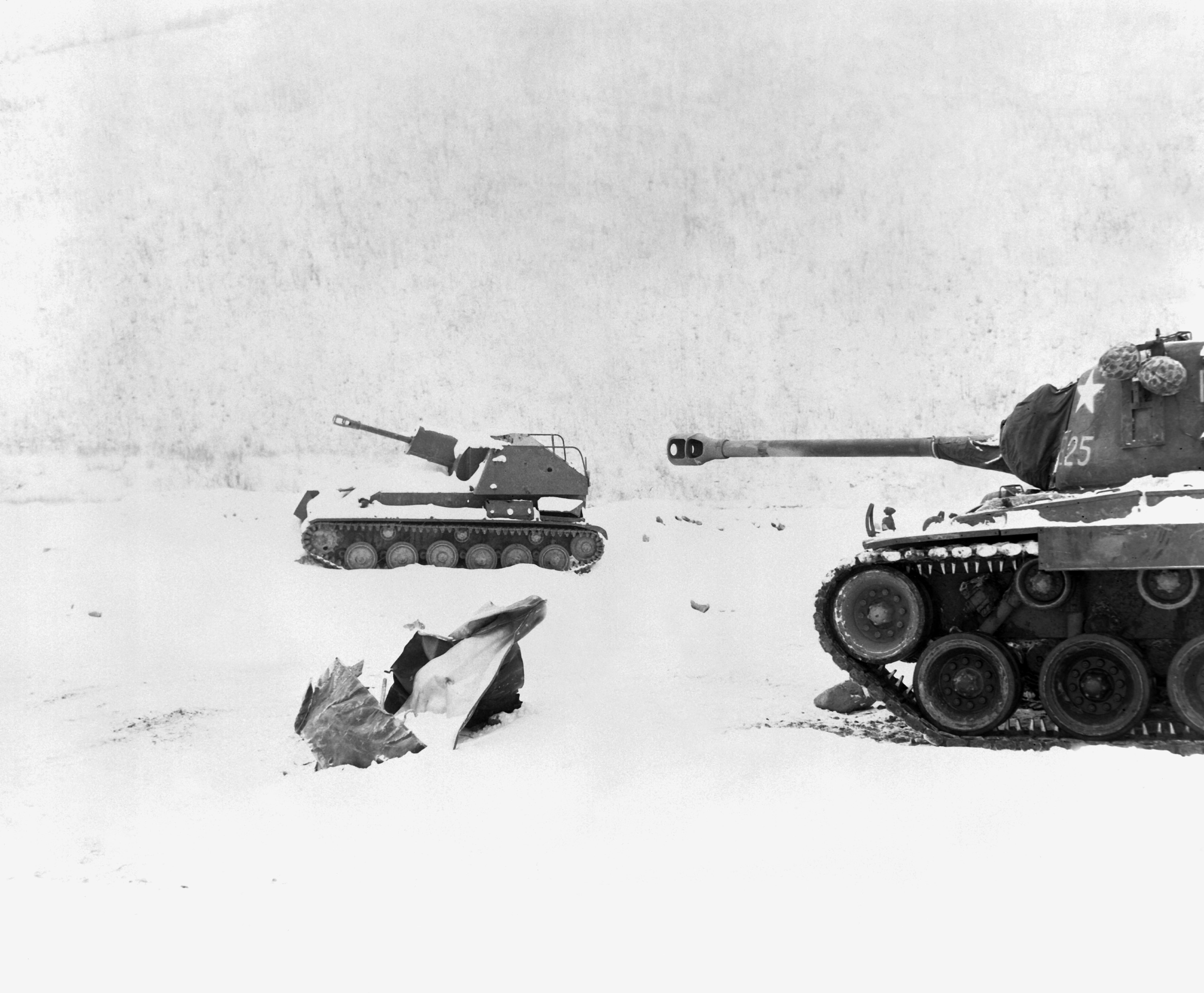
SZU–76M korai modell, amelyet a koreai háború alatt elhagytak egy amerikai M26 Pershing előtt.
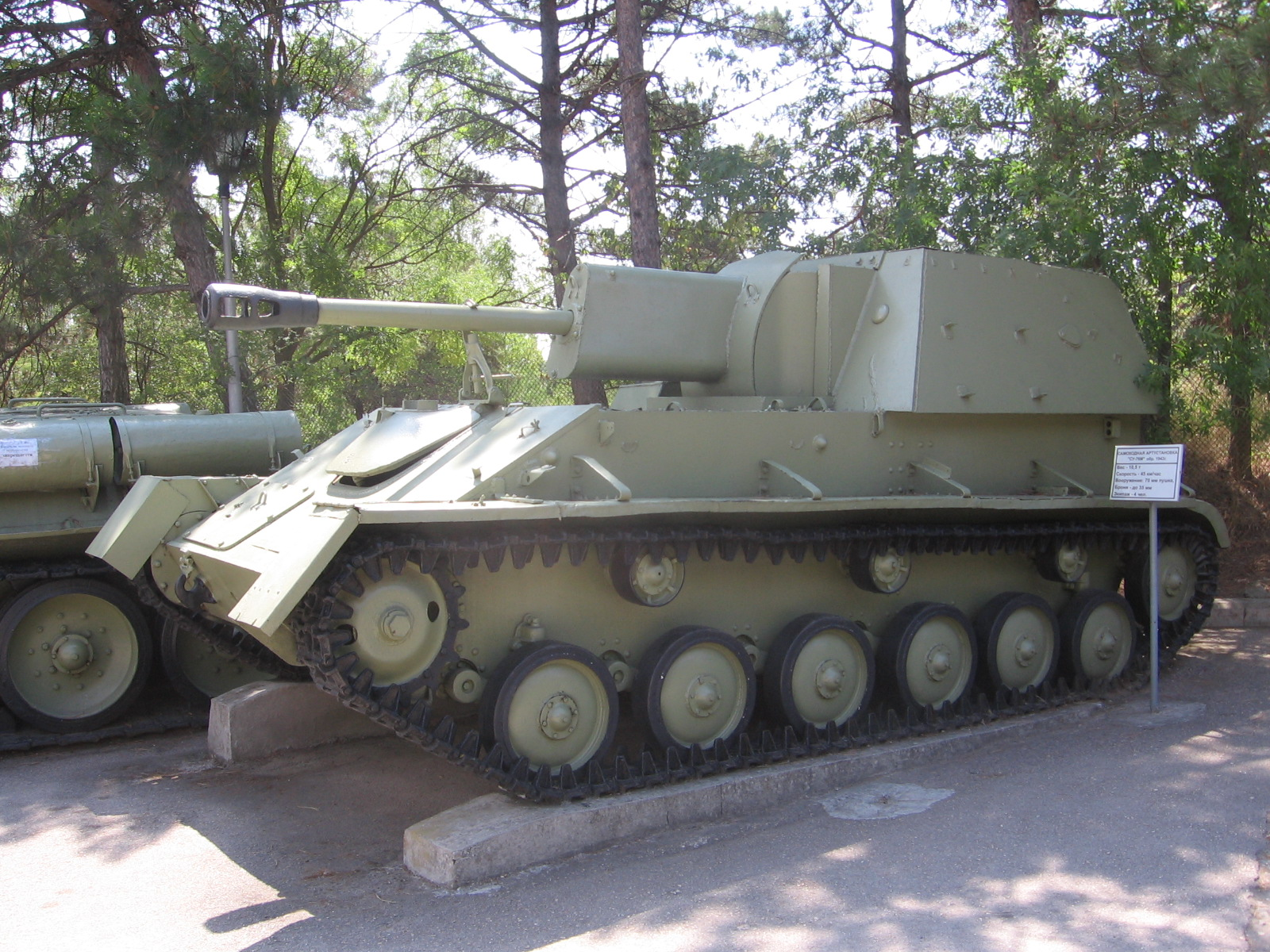
SZU–76M a szevasztopoli Szapun-hegyi múzeumban.
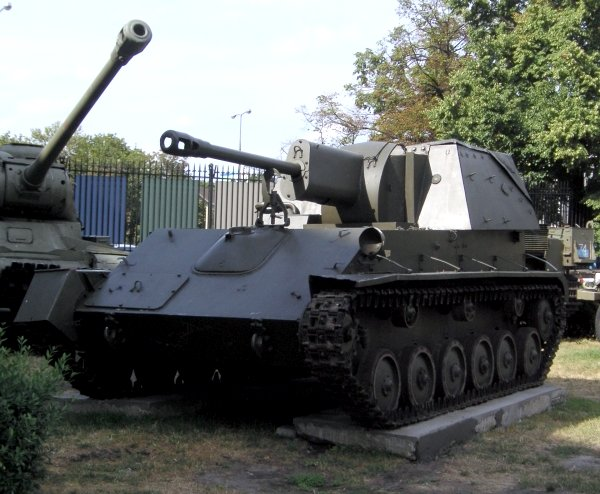
SZU–76
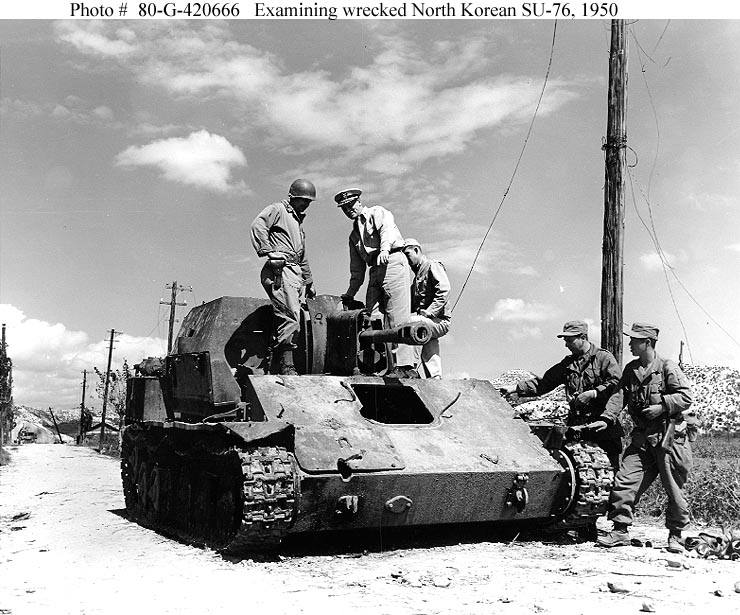
Kilőtt SZU–76 Koreában (1950).
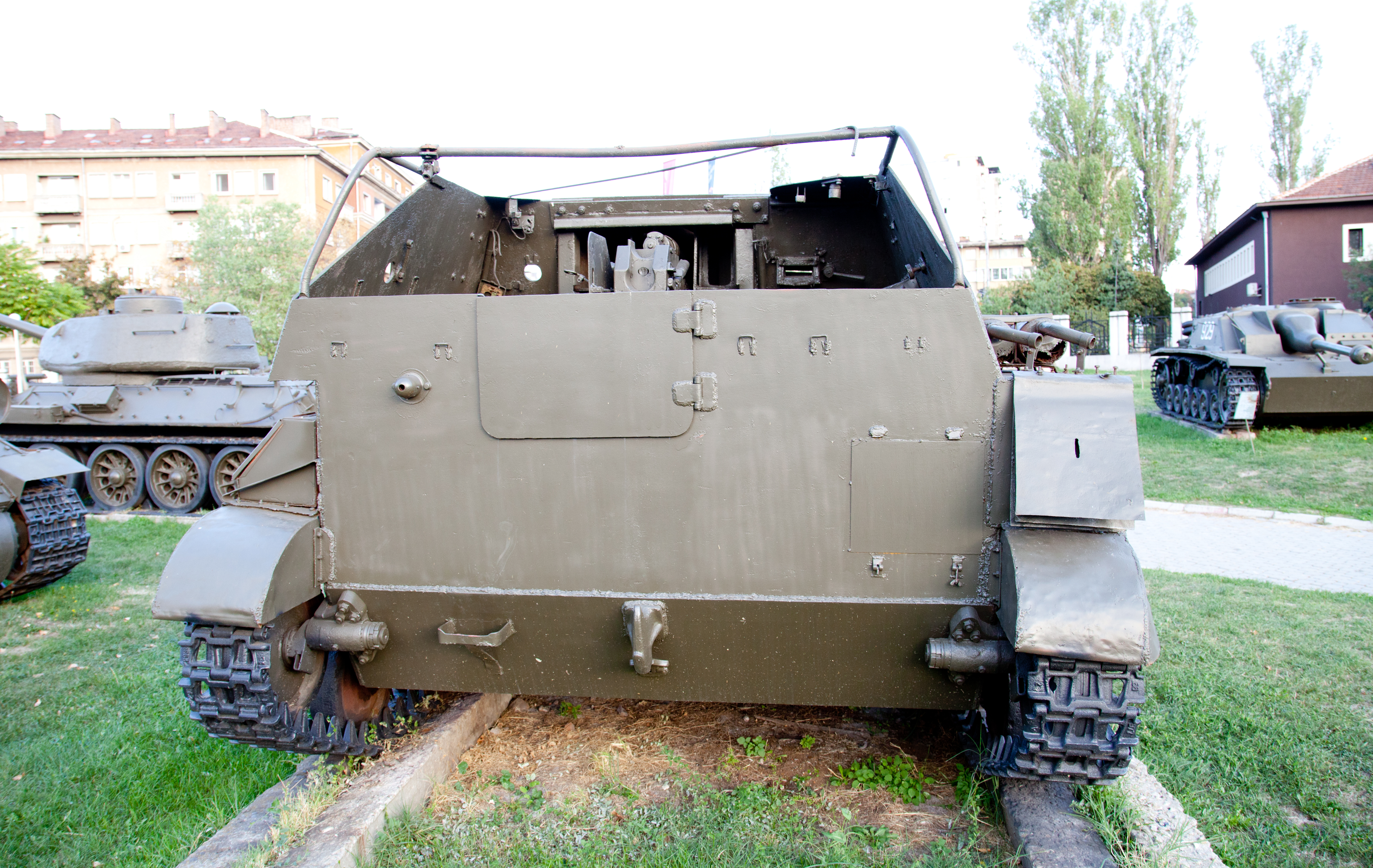
SZU-76M a Nemzeti Hadtörténeti Múzeumban (Bulgária)

## Lásd még
- Marder III
- Semovente 47/32
- 39H(f) Pak40(SF)